# Лусена (Параиба)
Лусена (порт. Lucena) — муниципалитет в Бразилии, входит в штат Параиба. Составная часть мезорегиона Зона-да-Мата-Параибана. Входит в экономико-статистический микрорегион Жуан-Песоа. Население составляет 12 965 человек на 2016 год. Занимает площадь 88,549 км². Плотность населения — 131,88 чел./км².

## Статистика
- Валовой внутренний продукт на 2014 год составляет 191 241,00 реалов (данные: Бразильский институт географии и статистики)[1].
- Валовой внутренний продукт на душу населения на 2014 год составляет 15 135,84 реалов (данные: Бразильский институт географии и статистики)[1].
- Индекс человеческого развития на 2010 год составляет 0,583 (данные: Программа развития ООН)[2].

## География
Климат местности: тропический.